# X-SAMPA
X-SAMPA (ang. Extended Speech Assessment Methods Phonetic Alphabet) – alfabet fonetyczny stworzony w 1995 roku przez londyńskiego profesora Johna C. Wellsa. W przeciwieństwie do IPA jest on całkowicie kompatybilny z ASCII, co ułatwia pisanie na typowej klawiaturze komputera osobistego.
Prekursorem X-SAMPA była SAMPA, w której symbole miały różne znaczenie w zależności od języka.

## Symbole

### Małe litery
| X-SAMPA    | IPA | Opis                                                               | Przykłady                                        |
| ---------- | --- | ------------------------------------------------------------------ | ------------------------------------------------ |
| a          |     | samogłoska otwarta przednia niezaokrąglona                         | polskie dama ["dama], hiszpańskie padre ["paD4e] |
| b          |     | spółgłoska zwarta dwuwargowa dźwięczna                             | polskie brat [brat], francuskie bon [bO~]        |
| b_<        |     | spółgłoska iniektywna dwuwargowa dźwięczna                         | sindhi ɓarʊ [b_<arU]                             |
| c          |     | spółgłoska zwarta podniebienna bezdźwięczna                        | węgierskie latyak ["lAcAk]                       |
| d          |     | spółgłoska zwarta dziąsłowa dźwięczna                              | polskie dom [dOm], francuskie doigt [dwa]        |
| d`         |     | spółgłoska zwarta z retrofleksją dźwięczna                         | szwedzkie hord [hu:d`]                           |
| d_<        |     | spółgłoska iniektywna dziąsłowa dźwięczna                          | sindhi ɗarʊ [d_<arU]                             |
| e          |     | samogłoska półprzymknięta przednia niezaokrąglona                  | polskie wieś [v_jes\]                            |
| f          |     | spółgłoska szczelinowa wargowo-zębowa bezdźwięczna                 | angielskie five [faIv], polskie fan [fan]        |
| g          |     | spółgłoska zwarta miękkopodniebienna dźwięczna                     | polskie grób [grup], francuskie longue [lO~g]    |
| g_<        |     | spółgłoska iniektywna miękkopodniebienna dźwięczna                 | sindhi ɠəro [g_<@ro]                             |
| h          |     | spółgłoska szczelinowa krtaniowa bezdźwięczna                      | angielskie house [haUs]                          |
| h\         |     | spółgłoska szczelinowa krtaniowa dźwięczna                         | czeskie hrad [h\rat]                             |
| i          |     | samogłoska przymknięta przednia niezaokrąglona                     | polskie wino [vinO], hiszpańskie si [si]         |
| j          |     | spółgłoska półotwarta podniebienna                                 | angielskie yes [jEs], polskie ja [ja]            |
| j\         |     | spółgłoska szczelinowa podniebienna dźwięczna                      | nowogreckie γειά [j\a]                           |
| k          |     | spółgłoska zwarta miękkopodniebienna bezdźwięczna                  | polskie kot ["kOt], hiszpańskie carro ["kar:o]   |
| l          |     | spółgłoska boczna dziąsłowa                                        | angielskie lay [leI], polskie lód [lut]          |
| l`         |     | spółgłoska boczna półotwarta z retrofleksją                        | szwedzkie sorl [so:l`]                           |
| l\         |     | spółgłoska boczna uderzeniowa dziąsłowa                            | japońskie ramen [l\ameN]                         |
| m          |     | spółgłoska nosowa dwuwargowa                                       | polskie mysz [m1S]                               |
| n          |     | spółgłoska nosowa dziąsłowa                                        | polskie nos [nOs]                                |
| n`         |     | spółgłoska nosowa z retrofleksją                                   | szwedzkie hörn [h2:n`]                           |
| o          |     | samogłoska półprzymknięta tylna zaokrąglona                        | francuskie gros [gRo]                            |
| p          |     | spółgłoska zwarta dwuwargowa bezdźwięczna                          | polskie pan ["pan]                               |
| p\         |     | spółgłoska szczelinowa dwuwargowa bezdźwięczna                     | japońskie fuku [p\M_0kM]                         |
| q          |     | spółgłoska zwarta języczkowa bezdźwięczna                          | arabskie qasbah ["qAs_?ba]                       |
| r          |     | spółgłoska drżąca dziąsłowa                                        | polskie rower ["rOvEr], hiszpańskie rey [rej]    |
| r`         |     | spółgłoska uderzeniowa z retrofleksją                              | hindi baṛā [b@r`A:]                              |
| r\         |     | spółgłoska półotwarta dziąsłowa                                    | angielskie (brytyjskie) red [r\Ed]               |
| r\`        |     | spółgłoska półotwarta z retrofleksją                               | angielskie (amerykańskie) red [r\`Ed]            |
| s          |     | spółgłoska szczelinowa dziąsłowa bezdźwięczna                      | angielskie seem [si:m], polskie sesja ["sEsja]   |
| s`         |     | spółgłoska szczelinowa z retrofleksją bezdźwięczna                 | szwedzkie mars [mas`]                            |
| s\         |     | spółgłoska szczelinowa dziąsłowo-podniebienna bezdźwięczna         | polskie świerszcz [s\v'erStS]                    |
| t          |     | spółgłoska zwarta dziąsłowa bezdźwięczna                           | angielskie stew [stu:], polskie tuja ["tuja]     |
| t`         |     | spółgłoska zwarta z retrofleksją bezdźwięczna                      | szwedzkie mört [m2t`]                            |
| u          |     | samogłoska przymknięta tylna zaokrąglona                           | polskie suka ["suka]                             |
| v          |     | spółgłoska szczelinowa wargowo-zębowa dźwięczna                    | polskie walka ["valka],                          |
| v\ (lub P) |     | spółgłoska półotwarta wargowo-zębowa                               | niderlandzkie west [v\Est]/[PEst]                |
| w          |     | spółgłoska półotwarta wargowo-miękkopodniebienna                   | angielskie west [wEst], polskie auto ["awtO]     |
| x          |     | spółgłoska szczelinowa miękkopodniebienna bezdźwięczna             | polskie loch [lOx]                               |
| x\         |     | spółgłoska szczelinowa zadziąsłowo-miękkopodniebienna bezdźwięczna | szwedzkie sjal [x\A:l]                           |
| y          |     | samogłoska przymknięta przednia zaokrąglona                        | francuskie tu [ty] niemieckie über ["y:b6]       |
| z          |     | spółgłoska szczelinowa dziąsłowa dźwięczna                         | polskie zoo [zO:], francuskie azote [a"zOt]      |
| z`         |     | spółgłoska szczelinowa z retrofleksją dźwięczna                    | mandaryńskie rang [z`aN]                         |
| z\         |     | spółgłoska szczelinowa dziąsłowo-podniebienna dźwięczna            | polskie źrebak ["z\rEbak]                        |

### Wielkie litery
| X-SAMPA    | IPA | Opis                                                                  | Przykłady                                                               |
| ---------- | --- | --------------------------------------------------------------------- | ----------------------------------------------------------------------- |
| A          |     | samogłoska otwarta tylna niezaokrąglona                               | angielskie father ["fA:D@(r\)]                                          |
| B          |     | spółgłoska szczelinowa dwuwargowa dźwięczna                           | hiszpańskie lavar [la"Ba4]                                              |
| B\         |     | spółgłoska drżąca dwuwargowa                                          |                                                                         |
| C          |     | spółgłoska szczelinowa podniebienna bezdźwięczna                      | niemieckie ich [IC], polskie [CistOrja]                                 |
| D          |     | spółgłoska szczelinowa międzyzębowa dźwięczna                         | angielskie then [DEn]                                                   |
| E          |     | samogłoska półotwarta przednia niezaokrąglona                         | polskie sen [sEn], angielskie met [mEt]                                 |
| F          |     | spółgłoska nosowa wargowo-zębowa                                      | angielskie emphasis ["EFf@sIs]                                          |
| G          |     | spółgłoska szczelinowa miękkopodniebienna dźwięczna                   | nowogreckie γωνία [Go"nia], polskie niechby [JEGb1]                     |
| G\         |     | spółgłoska zwarta języczkowa dźwięczna                                | eskimoskie nirivvik [niG\ivvik]                                         |
| G\_<       |     | spółgłoska iniektywna języczkowa dźwięczna                            | mam ʛa [G\_<a]                                                          |
| H          |     | spółgłoska półotwarta wargowo-podniebienna                            | francuskie huit [Hi]                                                    |
| H\         |     | spółgłoska szczelinowa nagłośniowa bezdźwięczna                       |                                                                         |
| I          |     | samogłoska prawie przymknięta przednia scentralizowana niezaokrąglona | angielskie kit [kIt]                                                    |
| I\         |     | samogłoska prawie przymknięta centralna niezaokrąglona                | walijskie ysgrifenidd [@sgri"venI\D]                                    |
| J          |     | spółgłoska nosowa podniebienna                                        | hiszpańskie año ["aJo], polskie koń [kOJ]                               |
| J\         |     | spółgłoska zwarta podniebienna dźwięczna                              | węgierskie egy [EJ\]                                                    |
| J\_<       |     | spółgłoska iniektywna podniebienna dźwięczna                          | sindhi ʄaro [J\_<aro]                                                   |
| K          |     | spółgłoska boczna szczelinowa dziąsłowa bezdźwięczna                  | walijskie llaw [KaU]                                                    |
| K\         |     | spółgłoska boczna szczelinowa dziąsłowa dźwięczna                     | mongolskie долоо [tOK\O:]                                               |
| L          |     | spółgłoska boczna półotwarta podniebienna                             | włoskie famiglia [fa"miLa], hiszpańskie (kastylijskie) llamar [La"mar], |
| L\         |     | spółgłoska boczna półotwarta miękkopodniebienna                       |                                                                         |
| M          |     | samogłoska przymknięta tylna niezaokrąglona                           | tureckie kırk [kM4k]                                                    |
| M\         |     | spółgłoska półotwarta miękkopodniebienna                              | hiszpańskie fuego ["fweM\o]                                             |
| N          |     | spółgłoska nosowa miękkopodniebienna                                  | angielskie thing [TIN], polskie ręka [rENka]                            |
| N\         |     | spółgłoska nosowa języczkowa                                          | japońskie san [saN\]                                                    |
| O          |     | samogłoska półotwarta tylna zaokrąglona                               | polskie noc [nOts]                                                      |
| O\         |     | mlask dwuwargowy                                                      |                                                                         |
| P (lub v\) |     | spółgłoska półotwarta wargowo-zębowa                                  | niderlandzkie west [PEst] / [v\Est],                                    |
| Q          |     | samogłoska otwarta tylna zaokrąglona                                  | angielskie (brytyjskie) lot [lQt]                                       |
| R          |     | spółgłoska szczelinowa języczkowa dźwięczna                           | francuskie roi [Rwa]                                                    |
| R\         |     | spółgłoska drżąca języczkowa                                          | „arystokratyczne” lub „paryskie” r                                      |
| S          |     | spółgłoska szczelinowa zadziąsłowa bezdźwięczna                       | polskie szop [SOp]                                                      |
| T          |     | spółgłoska szczelinowa międzyzębowa bezdźwięczna                      | angielskie thin [TIn]                                                   |
| U          |     | samogłoska prawie przymknięta tylna scentralizowana zaokrąglona       | angielskie foot [fUt]                                                   |
| U\         |     | samogłoska prawie przymknięta centralna zaokrąglona                   |                                                                         |
| V          |     | samogłoska półotwarta tylna niezaokrąglona                            | angielskie strut [str\Vt]                                               |
| W          |     | spółgłoska szczelinowa wargowo-miękkopodniebienna bezdźwięczna        | angielskie (szkockie) when [WEn]                                        |
| X          |     | spółgłoska szczelinowa języczkowa bezdźwięczna                        | nuxálk kaxims [kaXims]                                                  |
| X\         |     | spółgłoska szczelinowa gardłowa bezdźwięczna                          | arabskie <ح>ha’ [X\A:]                                                  |
| Y          |     | samogłoska prawie przymknięta przednia scentralizowana zaokrąglona    | niemieckie hübsch [hYpS]                                                |
| Z          |     | spółgłoska szczelinowa zadziąsłowa dźwięczna                          | polskie żaba ["Zaba]                                                    |

### Inne symbole
| X-SAMPA    | IPA    | Opis                                               | Przykłady                                                                      |
| ---------- | ------ | -------------------------------------------------- | ------------------------------------------------------------------------------ |
| .          |        | granica sylaby                                     |                                                                                |
| "          |        | akcent                                             |                                                                                |
| %          |        | akcent poboczny                                    |                                                                                |
| ' (lub _j) |        | palatalizacja                                      |                                                                                |
| :          |        | samogłoska długa                                   |                                                                                |
| :\         |        | samogłoska półdługa                                | w języku estońskim kontrastuje zarówno z krótką jak i długą                    |
| -          |        | separator                                          |                                                                                |
| @          |        | szwa                                               | angielskie arena [@"r\i:n@]                                                    |
| @\         |        | samogłoska półprzymknięta centralna niezaokrąglona | paicĩ kɘ̄ɾɘ̄ [k@\_M4@\_M]                                                        |
| {          |        | samogłoska prawie otwarta przednia niezaokrąglona  | angielskie trap [tr\{p]                                                        |
| }          |        | samogłoska przymknięta centralna zaokrąglona       | szwedzkie sju [x\}:]; angielskie (Estuary English i australijskie) boot [b}:t] |
| 1          |        | samogłoska przymknięta centralna niezaokrąglona    | polskie ryba [”r1ba]                                                           |
| 2          |        | samogłoska półprzymknięta przednia zaokrąglona     | francuskie deux [d2]                                                           |
| 3          |        | samogłoska półotwarta centralna niezaokrąglona     | angielskie (brytyjskie) nurse [n3:s]                                           |
| 3\         |        | samogłoska półotwarta centralna zaokrąglona        | irlandzkie tomhail [t3\:l_j]                                                   |
| 4          |        | spółgłoska uderzeniowa dziąsłowa                   | hiszpańskie pero ["pe4o], angielskie (amerykańskie) better ["bE4@`]            |
| 5          |        | spółgłoska półotwarta boczna zębowa welaryzowana   | polskie (sceniczne) łapa ["5apa]                                               |
| 6          |        | samogłoska prawie otwarta centralna                | niemieckie besser ["bEs6], angielskie (australijskie) mud [m6d]                |
| 7          |        | samogłoska półprzymknięta tylna niezaokrąglona     | estońskie kõik [k7ik]                                                          |
| 8          |        | samogłoska półprzymknięta centralna zaokrąglona    | szwedzkie buss [b8s]                                                           |
| 9          |        | samogłoska półotwarta przednia zaokrąglona         | francuskie neuf [n9f], duńskie drømme [dR9m@]                                  |
| &          |        | samogłoska otwarta przednia zaokrąglona            |                                                                                |
| ?          |        | zwarcie krtaniowe                                  | angielskie (cockney) bottle ["bQ?l]                                            |
| ?\         |        | spółgłoska szczelinowa gardłowa dźwięczna          | arabskie ع (`ayn) [?\Ajn]                                                      |
| *          |        | łącznik                                            |                                                                                |
| /          |        | nieokreślona samogłoska                            |                                                                                |
| <\         |        | spółgłoska szczelinowa nagłośniowa dźwięczna       |                                                                                |
| <...>      | &nbsp; | notacja niesegmentalna                             |                                                                                |
| >\         |        | spółgłoska zwarta nagłośniowa                      |                                                                                |
| ^          |        | upstep                                             |                                                                                |
| !          |        | downstep                                           |                                                                                |
| !\         |        | mlask zadziąsłowy                                  |                                                                                |
| \|         |        | poboczna grupa intonacyjna                         |                                                                                |
| \|\        |        | mlask zębowy                                       |                                                                                |
| \|         |        | główna grupa intonacyjna                           |                                                                                |
| \|\\|\     |        | mlask boczny dziąsłowy                             |                                                                                |
| =\         |        | mlask podniebienny                                 |                                                                                |
| -\         |        | znak łączący                                       |                                                                                |

### Znaki diakrytyczne
| X-SAMPA    | IPA | Opis                                                           |
| ---------- | --- | -------------------------------------------------------------- |
| _"         |     | centralizacja                                                  |
| _+         |     | przesunięcie języka do przodu                                  |
| _-         |     | przesunięcie języka do tyłu                                    |
| _/         |     | ton wznoszący                                                  |
| _0         |     | bezdźwięczność                                                 |
| _<         |     | spółgłoska iniektywna                                          |
| = (lub _=) |     | spółgłoska zgłoskotwórcza                                      |
| _>         |     | spółgłoska ejektywna                                           |
| _?\        |     | faryngalizacja                                                 |
| _\         |     | ton opadający                                                  |
| _^         |     | samogłoska niezgłoskotwórcza                                   |
| _}         |     | spółgłoska zwarta bez plozji                                   |
| `          |     | retrofleksja, na przykład t` = ʈ ; po samogłosce – rotacyzacja |
| ~ (lub _~) |     | nazalizacja                                                    |
| _A         |     | uniesiona nasada języka                                        |
| _a         |     | spółgłoska apikalna                                            |
| _B         |     | szczególnie niski ton                                          |
| _B_L       |     | ton niski wznoszący                                            |
| _c         |     | mniejsze zaokrąglenie warg                                     |
| _d         |     | spółgłoska zębowa                                              |
| _e         |     | welaryzacja lub faryngalizacja                                 |
| <F>        |     | opadająca intonacja w zdaniu                                   |
| _F         |     | ton opadający                                                  |
| _G         |     | welaryzacja                                                    |
| _H         |     | ton wysoki                                                     |
| _H_T       |     | ton wysoki wznoszący                                           |
| _h         |     | przydech                                                       |
| _j (lub ') |     | palatalizacja                                                  |
| _k         |     | creaky voice                                                   |
| _L         |     | ton niski                                                      |
| _l         |     | plozja boczna                                                  |
| _M         |     | ton średni                                                     |
| _m         |     | spółgłoska laminalna                                           |
| _N         |     | spółgłoska językowo-wargowa                                    |
| _n         |     | plozja nosowa                                                  |
| _O         |     | większe zaokrąglenie warg                                      |
| _o         |     | obniżenie języka                                               |
| _q         |     | cofnięta nasada języka                                         |
| <R>        |     | wznosząca intonacja w zdaniu                                   |
| _R         |     | ton wznoszący                                                  |
| _R_F       |     | ton opadająco-wznoszący                                        |
| _r         |     | uniesienie języka                                              |
| _T         |     | szczególnie wysoki ton                                         |
| _t         |     | dysząca dźwięczność                                            |
| _v         |     | dźwięczność                                                    |
| _w         |     | labializacja                                                   |
| _X         |     | szczególnie krótka samogłoska                                  |
| _x         |     | zbliżenie do szwy                                              |